# Capasa latentifascia
Capasa latentifascia är en fjärilsart som beskrevs av Louis Beethoven Prout 1925. Capasa latentifascia ingår i släktet Capasa och familjen mätare. Inga underarter finns listade i Catalogue of Life.